# Mihályi
Mihályi là một thị trấn thuộc hạt Győr-Moson-Sopron, Hungary. Thị trấn này có diện tích 16,28 km², dân số năm 2010 là 1074 người, mật độ 66 người/km².